# Monceau-le-Waast
Monceau-le-Waast ist eine französische Gemeinde mit 216 Einwohnern (Stand 1. Januar 2022) im Département Aisne in der Region Hauts-de-France. Sie gehört zum Arrondissement Laon, zum Kanton Marle und zum Gemeindeverband Pays de la Serre.

## Geografie
Die Gemeinde Monceau-le-Waast liegt neun Kilometer nordöstlich der Innenstadt von Laon. Nachbargemeinden von Monceau-le-Waast sind Grandlup-et-Fay im Norden, Gizy im Osten, Samoussy im Süden sowie Barenton-Bugny im Westen.

## Bevölkerungsentwicklung
| Jahr                       | 1962 | 1968 | 1975 | 1982 | 1990 | 1999 | 2007 | 2015 | 2022 |
| Einwohner                  | 311  | 303  | 284  | 291  | 259  | 230  | 238  | 212  | 216  |
| Quellen: Cassini und INSEE |      |      |      |      |      |      |      |      |      |

## Sehenswürdigkeiten

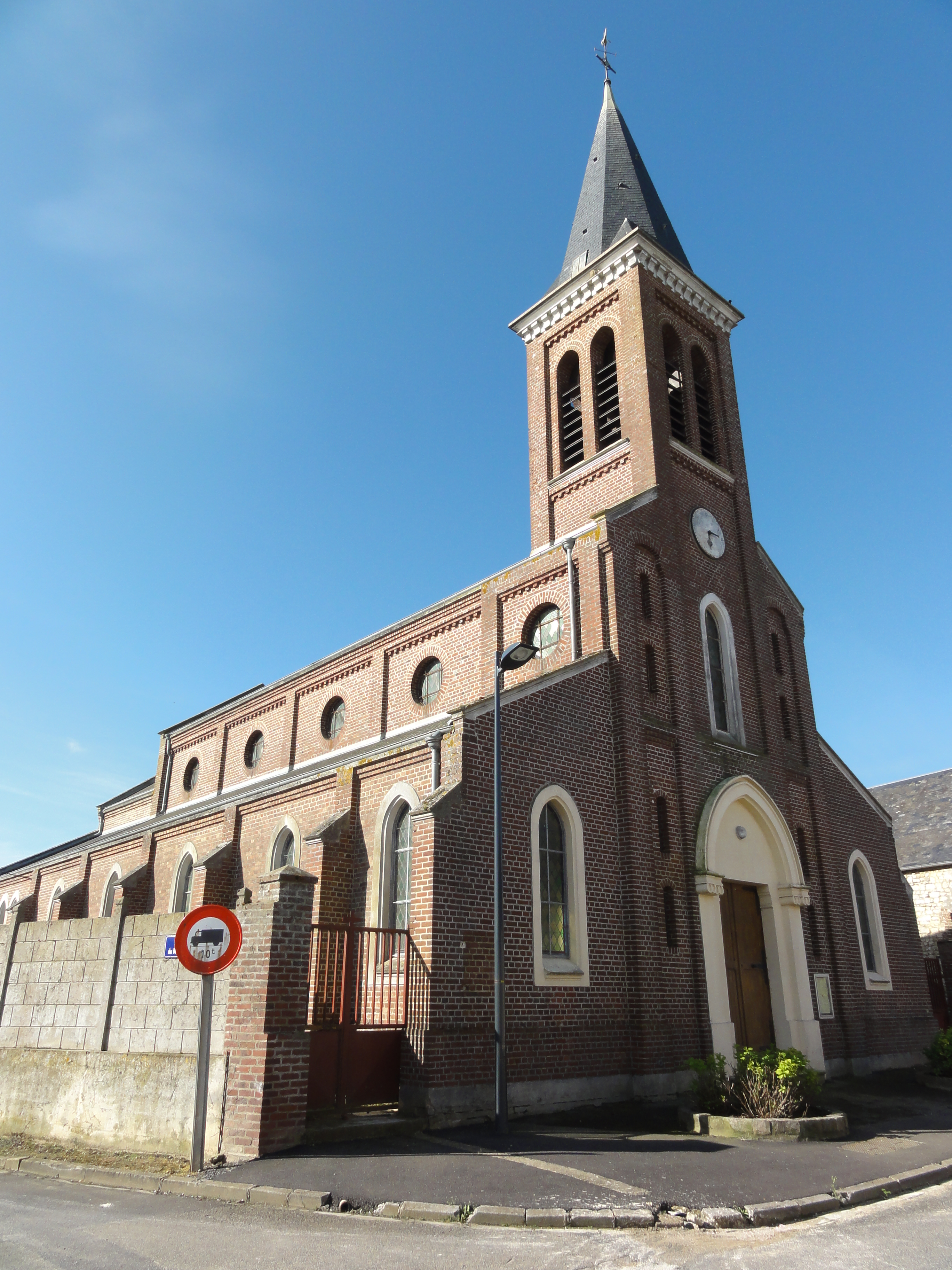
Kirche Saint-Laurent
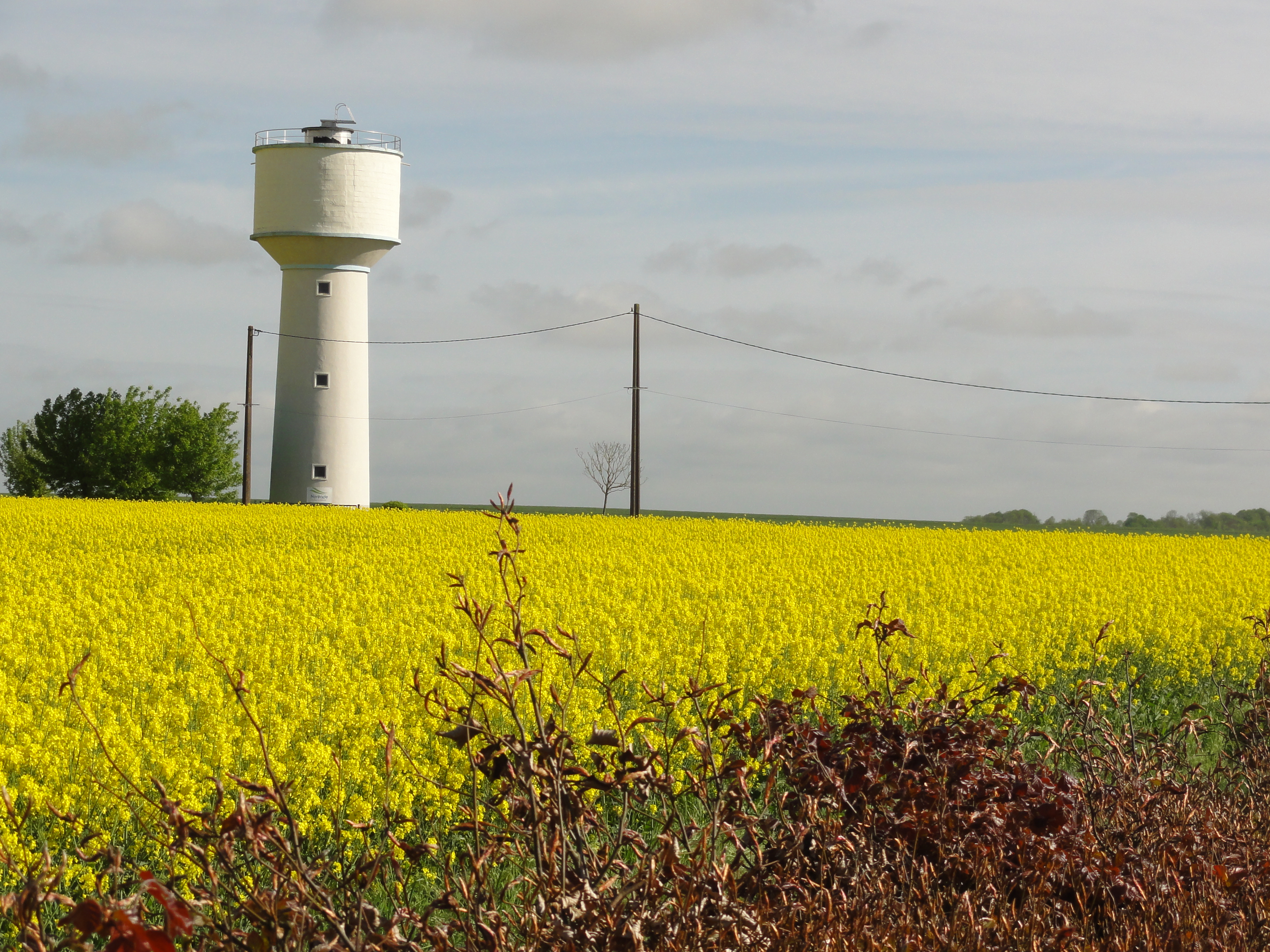
Wasserturm
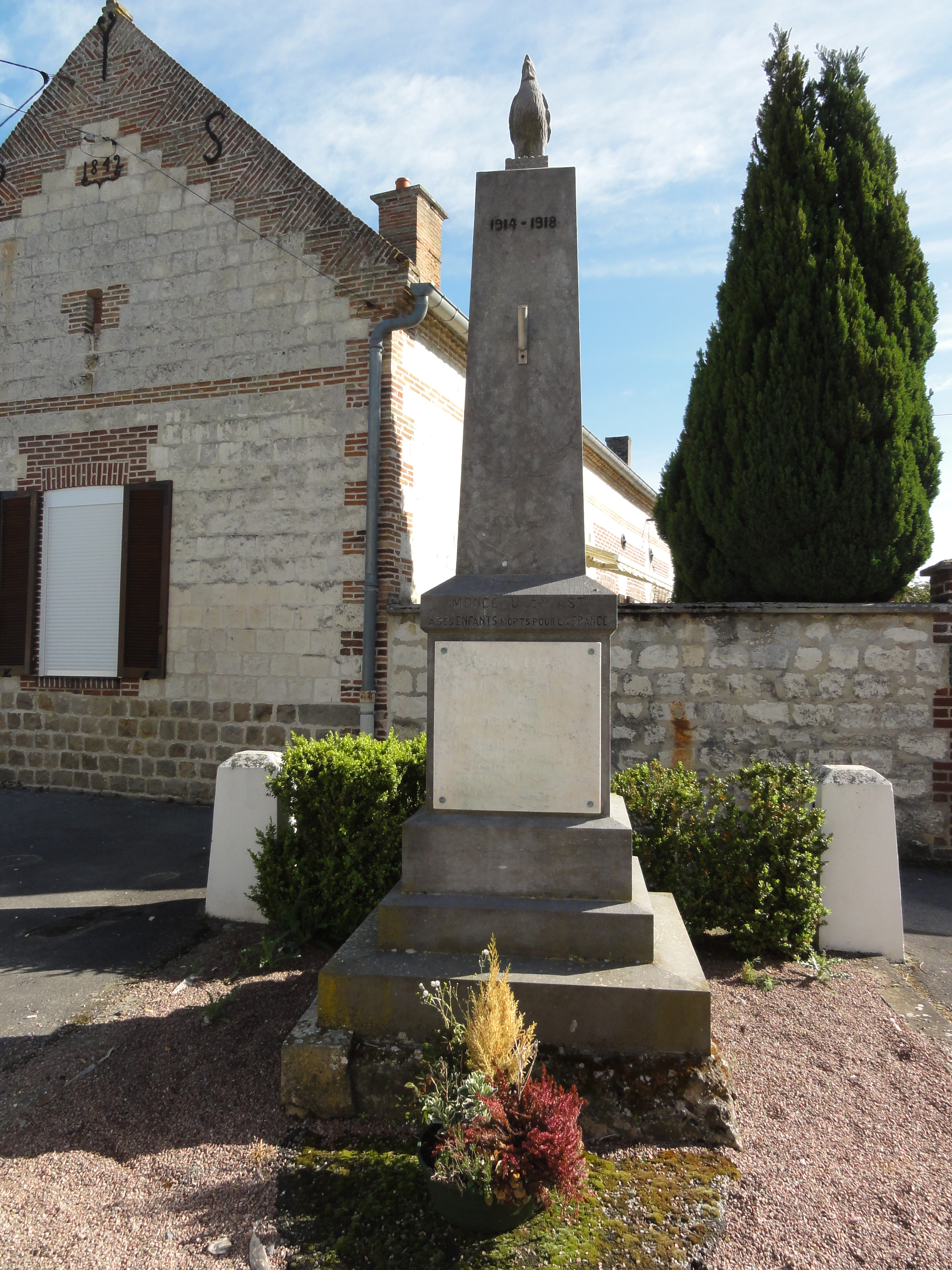
Gefallenendenkmal

- Kirche Saint-Laurent
- Wasserturm
- Gefallenendenkmal